# Pseudolophocolea denticulata
Pseudolophocolea denticulata là một loài Rêu trong họ Geocalycaceae. Loài này được R.M. Schust. & J.J. Engel mô tả khoa học đầu tiên năm 1981.